# 希臘禮天主教聖母誕生主教座堂
48°43′14″N 21°15′10″E / 48.72056°N 21.25278°E

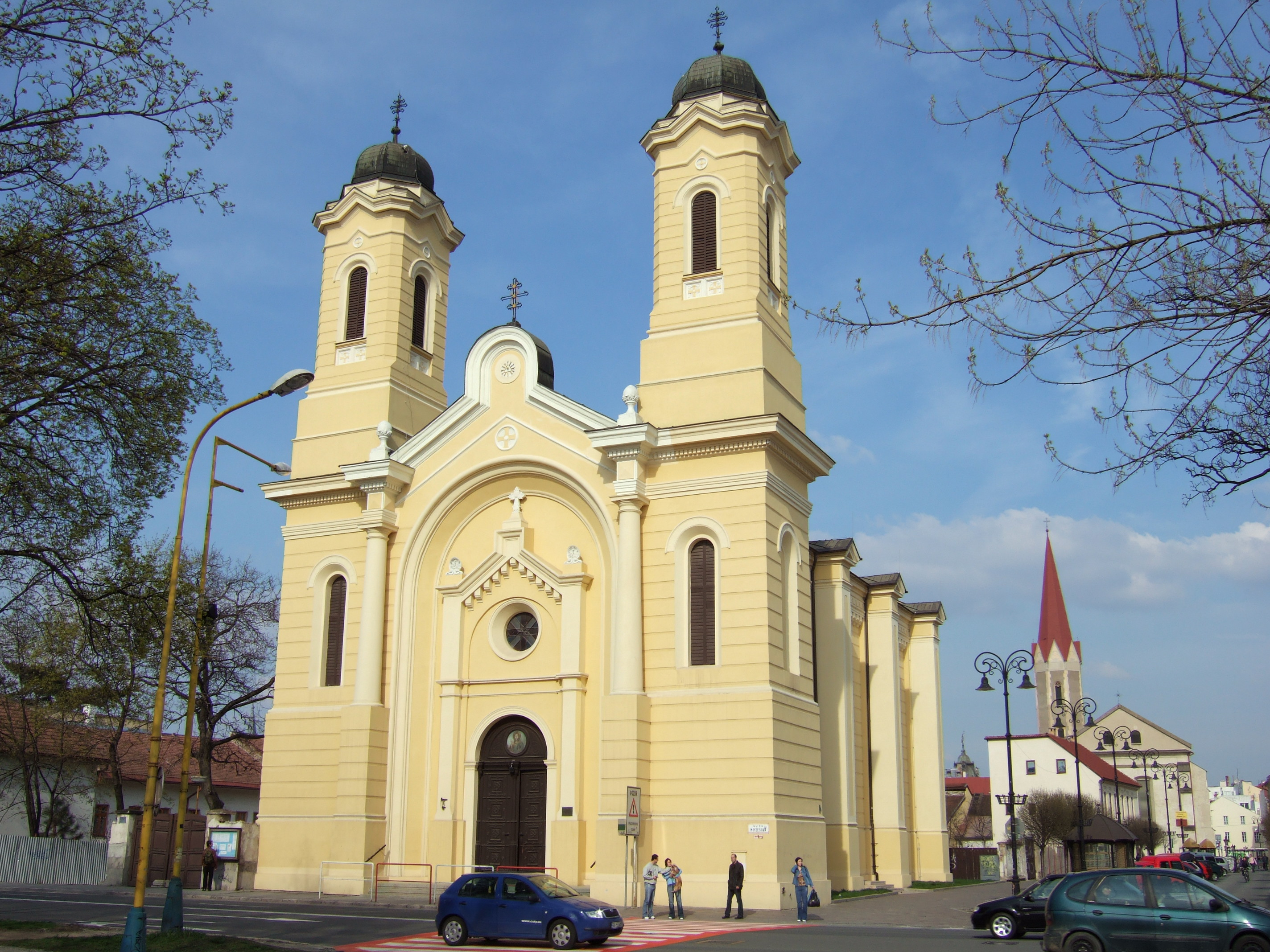
希臘禮天主教聖母誕生主教座堂

希臘禮天主教聖母誕生主教座堂是位於斯洛伐克城市科希策的一座教堂，也是斯洛伐克希臘禮天主教科希策教區的主教座堂。教堂修建於17世紀。

## 外部連結
- The Greek Catholic Church in Slovakia （页面存档备份，存于）
- （斯洛伐克文） Gréckokatolícka eparchia Košice – biskupská katedrála or here （页面存档备份，存于）